# Those Dancing Days
Those Dancing Days var en indie pop/rock-pigegruppe fra Sverige. Gruppen blev stiftet i 2005 i Nacka, en forstad til Stockholm.

## Diskografi

### Album
- In Our Space Hero Suits (2008) – UK No. 180
- Daydreams & Nightmares (2011) [2] – SWE No. 58

### EP'er
- Those Dancing Days (2007)

### Singler
- "Those Dancing Days" (2007) - SWE No. 17
- "Hitten" (2008)
- "Run Run" (2008)
- "Home Sweet Home" (2008)
- "Fuckarias" (2010)
- "Reaching Forward" (2011)
- "I'll Be Yours" (2011)
- "Can't Find Entrance" (2011)
- "Help Me Close My Eyes" (2011)